# Елізабетта Каналіс
Елізабетта Каналіс (італ. Elisabetta Canalis; *12 вересня 1978, Сассарі, Сардинія, Італія) — італійська актриса та ведуча.

## Біографія
Батьки — Чезаре (радіолог в університетській клініці Сассарі) і Бруна (викладач), брат Луїджі. Навчалася в Класичній Середній школі «Azuni» в Сассарі. Після її закінчення виїхала з Сардинії і переїхала в Мілан, щоб вивчати іноземні мови в «Università Statale». Кар'єра в шоу-бізнесі почалася в 1999 у телешоу «Striscia la notizia», що вельми вдало пройло на італійському телебаченні. Потім пішов ряд робіт у телесеріалах, рекламних роликах і ток-шоу. В італійській пресі не раз були чутки про романи моделі. У тому числі з футболістом Дідьє Дрогба і португальським футбольним тренером Жозе Моуріньо. З червня 2009 по червень 2011 Каналіс зустрічалася з американським актором Джорджем Клуні.

## Галерея

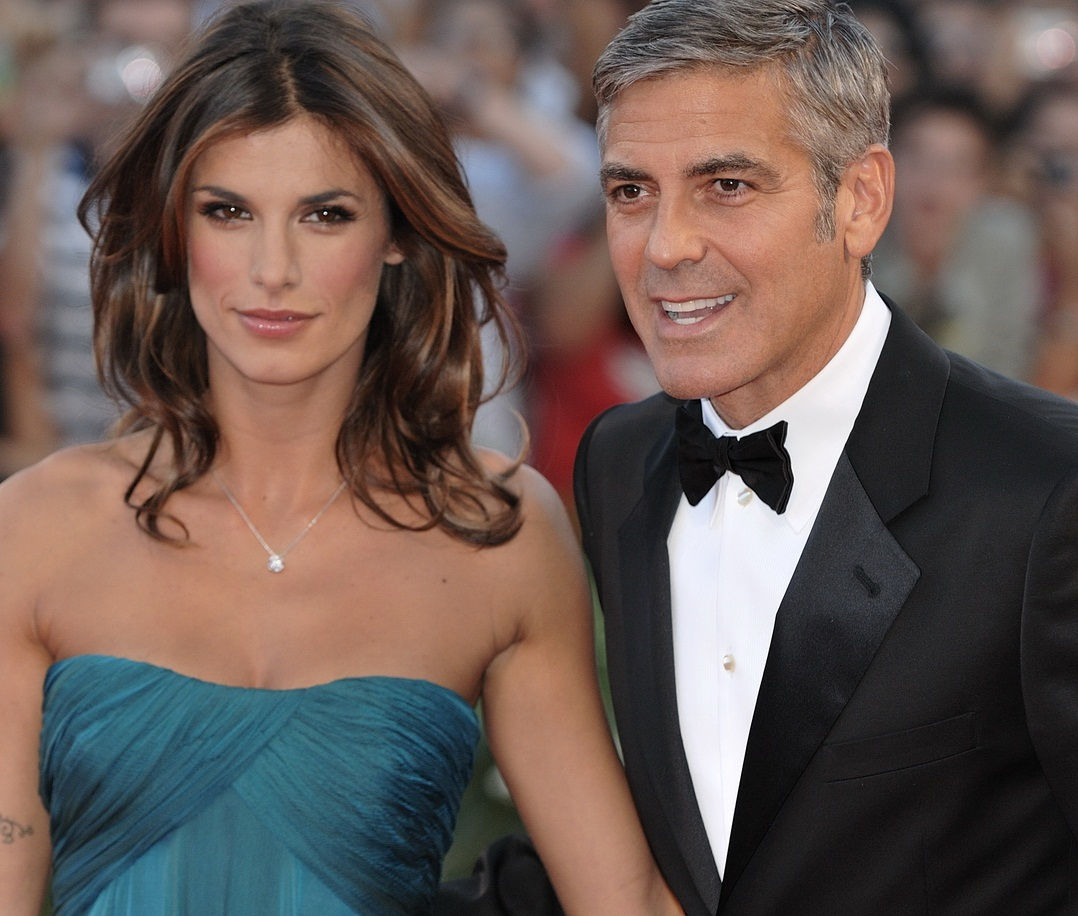
Елізабетта із Джорджем Клуні
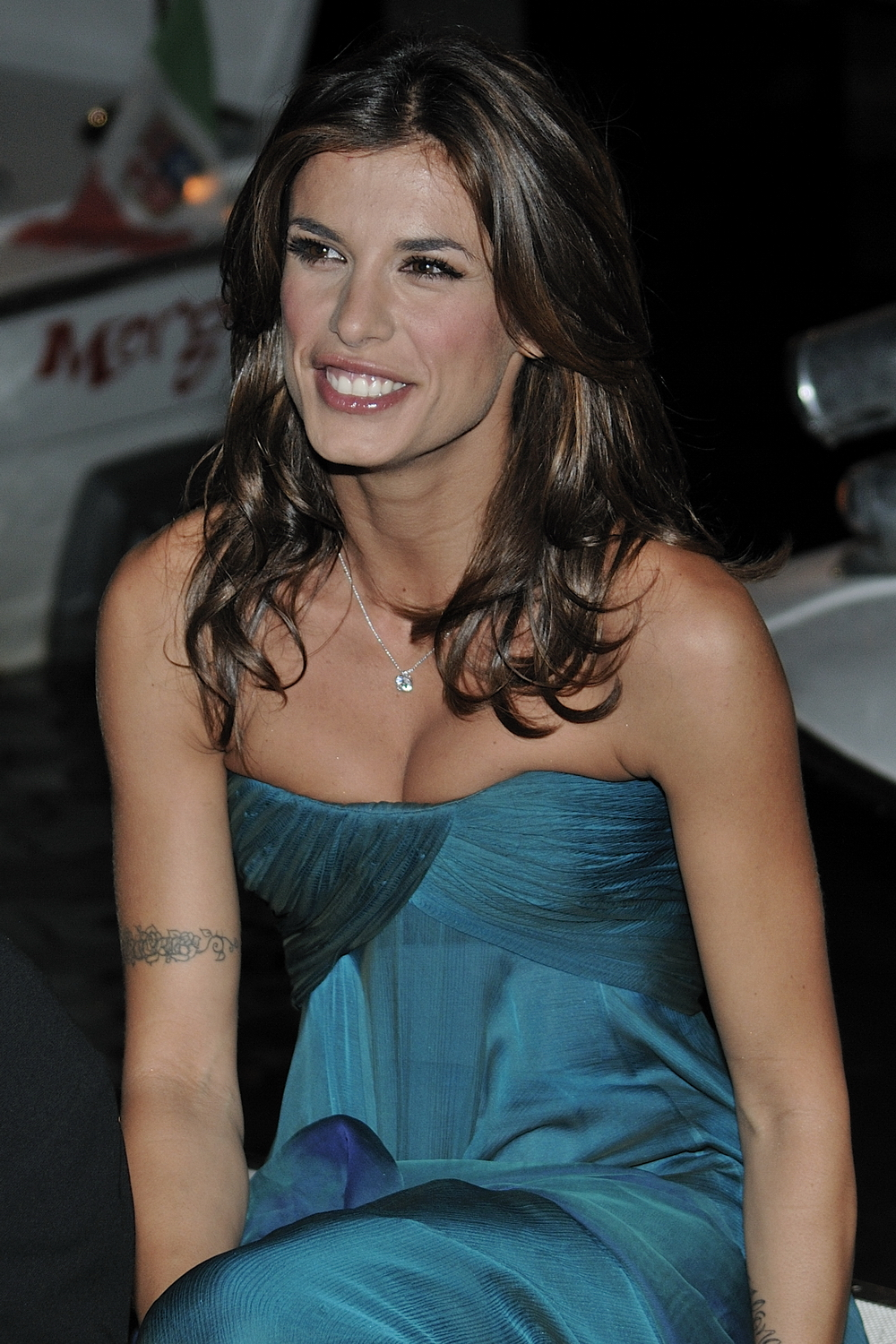
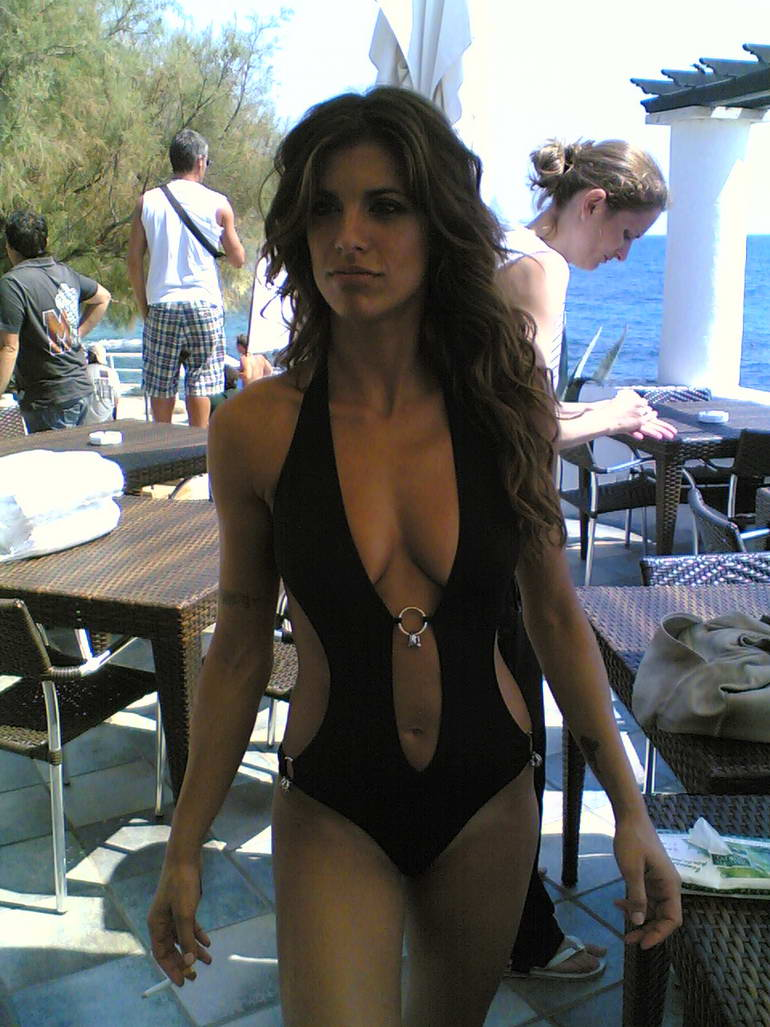
Елізабета в купальнику Слінг-бікіні

## Фільмографія
- Deuce Bigalow — Puttano in saldo (2005)
- Natale a New York (2006)
- Decameron Pie (2007)
- La seconda volta non si scorda mai (2008)
- La fidanzata di papà (2008)
- A Natale mi sposo (2010)

## Джерело
- Сторінка в інтернеті [Архівовано 27 квітня 2014 у Wayback Machine.]

| Актор | Це незавершена стаття про акторку. Ви можете допомогти проєкту, виправивши або дописавши її. |